# Carniella schwendingeri
Carniella schwendingeri là một loài nhện trong họ Theridiidae.
Loài này thuộc chi Carniella. Carniella schwendingeri được miêu tả năm 1996 bởi Knoflach.